# Talayan

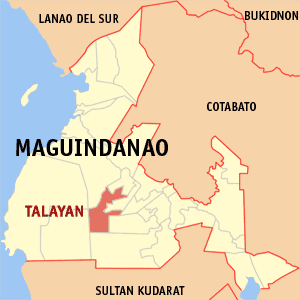
Bản đồ Maguindanao với vị trí của Talayan

Talayan là một đô thị hạng 4 ở tỉnh Maguindanao, Philippines. Theo điều tra dân số năm 2000 của Philipin, đô thị này có dân số 33.129 người trong 5.573 hộ. 

## Các đơn vị hành chính
Talayan được chia ra 29 barangay.
| - Ahan - Bagan - Boboguiron - Brar - Damablac - Fugotan - Fukol - Kalumamis - Kateman - Katibpuan - Kedati - Lanting - Linamunan - Lambayao - Macasampen | - Marader - Midtimbang - Muti - Muslim - Binangga North - Sampao - Binangga South - Talayan - Tamar - Tambunan I - Tambunan II - Timbaluan - Datalpandan - Tulunan |